# Ahn Bo-hyun
Ahn Bo-hyun (hangul: 안보현; hanja: 安普賢; rr: An Bo-hyeon; MR: An Po-hyŏn; Busan, Coreia do Sul; 16 de maio de 1988) é um ator e modelo sul-coreano. Iniciou sua carreira em 2014 e atuou em obras como Descendants of the Sun (2016), Her Private Life (2019), Itaewon Class (2020), See You in My 19th Life (2023) e outros. Por seu desempenho em Yumi's Cells e My Name (2021–2022), ganhou os prêmios de Excelência e Ator em Drama OTT no APAN Star Awards. 

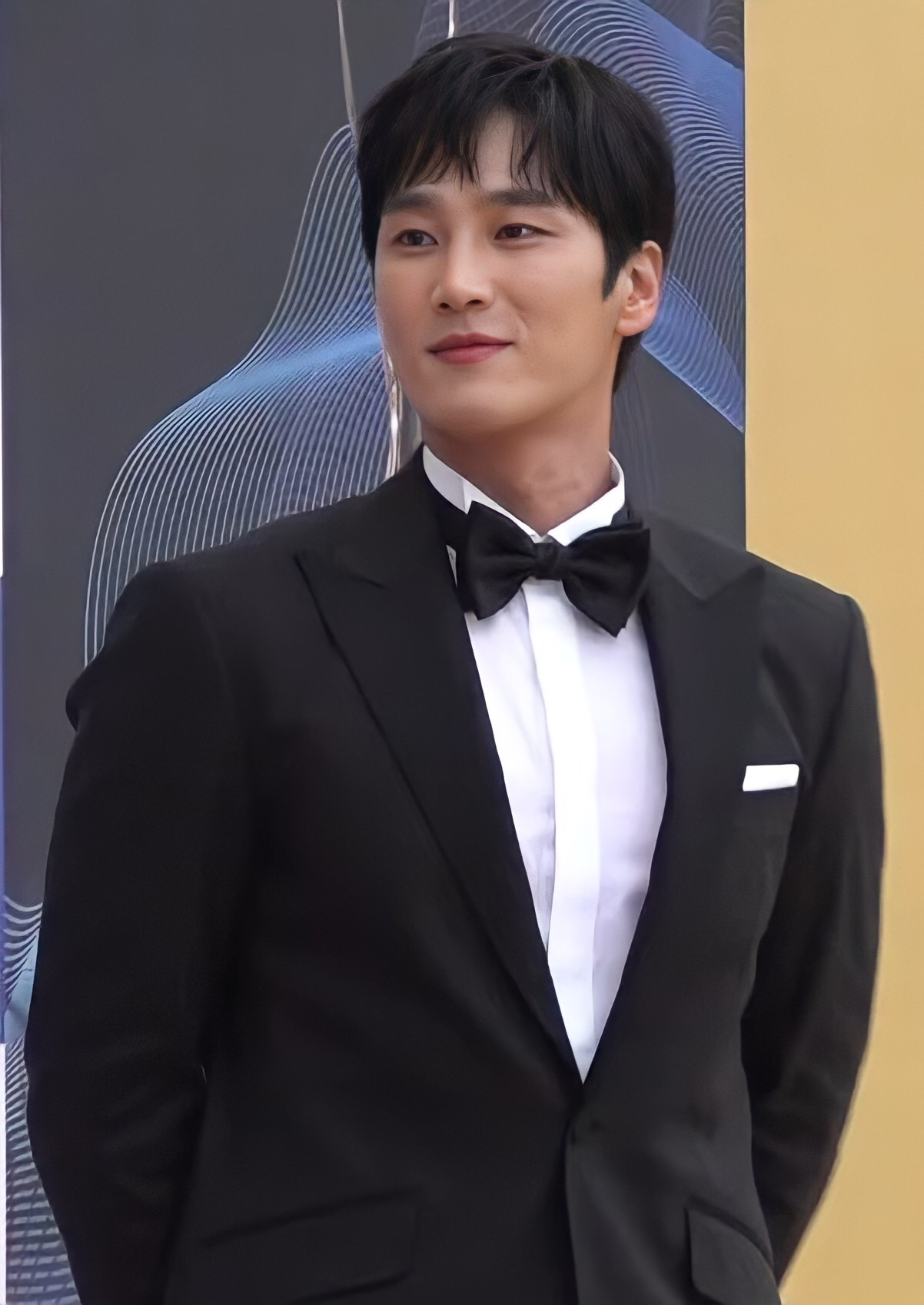
Ahn no 1° Blue Dragon Series Awards, em 2022.

## Início da vida e carreira
Ahn nasceu em Busan, Coreia do Sul, em 16 de maio de 1988. Se formou na Busan Sports High School, onde costumava participar de competições de boxe amador e até já ganhou uma medalha de ouro.
Estreou como modelo em 2007, e se formou no Departamento de Modelos da Daekyeung University. Em poucos meses, passou a modelar para revistas e em desfiles da Seoul Fashion Week. Desde sua estreia como ator em 2014, ele apareceu em vários filmes e dramas de televisão, incluindo Descendants of the Sun (2016), Dokgo Rewind (2018) e Her Private Life (2019).
Ahn alcançou maior sucesso e reconhecimento com Itaewon Class (2020), no qual interpretou o vilão Jang Geun-won.
Seu sucesso continuou com seus papéis principais masculinos subsequentes na série My Name (2021) da Netflix, nos dramas Yumi's Cells (2021–2022), Military Prosecutor Doberman (2022), See You in My 19th Life (2023) e Flex X Cop (2024) da tvN.

## Vida pessoal
Em 3 de agosto de 2023, o tabloide sul-coreano Dispatch revelou que Ahn estava em um relacionamento com a cantora e atriz Jisoo, integrante do grupo de k-pop BLACKPINK. Logo depois, a notícia foi confirmada por sua empresa FN Entertainment. Após o anúncio, o namoro durou cerca de dois meses antes de se separarem devido às agendas lotadas de ambos.

## Outros empreendimentos

### Filantropia
Em 28 de maio de 2022, o ator doou 528 caixas de absorventes para mulheres menos favorecidas no Dia Mundial da Menstruação, por meio da G-Foundation Foundation.

### Embaixador
Em 12 de novembro de 2021, após seu papel como detetive em My Name, a Guarda Costeira de Namhae nomeou Ahn como membro honorário.

## Filmografia

### Filmes
| Ano  | Título                 | Papel        | Notas    | Ref.   |
| ---- | ---------------------- | ------------ | -------- | ------ |
| 2016 | Hiya                   | Lee Jin-sang |          | [ 10 ] |
| 2018 | Dokgo Rewind           | Pyo Tae-jin  | Webfilme |        |
| 2019 | Memories of a Dead End | Tae-goo      |          |        |
| 2023 | Noryang                |              |          | [ 11 ] |
| ASA  | Pretty Crazy           | Gil Goo      |          | [ 12 ] |

### Séries de televisão
| Ano       | Título                            | Papel                        | Notas              | Ref.   |
| --------- | --------------------------------- | ---------------------------- | ------------------ | ------ |
| 2014      | Golden Cross                      |                              |                    |        |
| 2014      | Two Mothers                       |                              |                    |        |
| 2014      | My Secret Hotel                   | Sang-hoon                    |                    |        |
| 2015      | The Dearest Lady                  | Lee Bong-gil                 |                    |        |
| 2016      | Descendants of the Sun            | Im Kwang-nam                 |                    |        |
| 2016      | After the Show Ends               | Cha Kang-woo                 |                    |        |
| 2016      | My Runway                         | Wang Rim                     |                    |        |
| 2017      | Wednesday 3:30 PM                 | Baek Seung-kyu               |                    |        |
| 2017      | Sisters-in-Law                    | James Seo/Seo Jun-young      | Cameo              | [ 13 ] |
| 2017      | Girls' Generation 1979            | Amigo de Young-choon         |                    |        |
| 2018      | Hide and Seek                     | Baek Do-hoon                 |                    | [ 14 ] |
| 2019      | Her Private Life                  | Nam Eun-ki                   |                    | [ 15 ] |
| 2019      | Investiture of the Gods           | Bi De (assessor de Yin Jiao) | Drama chinês       | [ 16 ] |
| 2019      | Drama Stage                       | Yoo Seung-bong               | Temporada 2        | [ 17 ] |
| 2020      | Itaewon Class                     | Jang Geun-won                |                    | [ 18 ] |
| 2020      | Kairos                            | Seo Do-kyun                  |                    | [ 19 ] |
| 2021–2022 | Yumi's Cells                      | Goo Woong                    | Temporadas 1–2     | [ 20 ] |
| 2022      | Military Prosecutor Doberman      | Do Bae-man                   |                    | [ 21 ] |
| 2022      | Adamas                            | Kwon Min-jo                  | Cameo (episódio 4) | [ 22 ] |
| 2022      | A Place You Can Come Back Anytime |                              | Drama japonês      | [ 23 ] |
| 2023      | See You in My 19th Life           | Moon Seo-ha                  |                    | [ 24 ] |
| 2024      | Flex X Cop                        | Jin Yi-soo                   |                    | [ 25 ] |
| –         | Hash’s Shinru                     |                              |                    | [ 26 ] |

### Web séries
| Ano  | Título            | Papel       | Ref.          |
| ---- | ----------------- | ----------- | ------------- |
| 2017 | My Only Love Song | Moo-myung   |               |
| 2018 | Dokgo Rewind      | Pyo Tae-jin | [ 27 ]        |
| 2021 | My Name           | Jeon Pil-do | [ 28 ] [ 29 ] |

### Programas de televisão
| Ano  | Título              | Papel            | Notas                                              | Ref.   |
| ---- | ------------------- | ---------------- | -------------------------------------------------- | ------ |
| 2022 | The Backpacker Chef | Anfitrião        | com Baek Jong-won, DinDin e Oh Dae-hwan            | [ 30 ] |
| 2023 | You Go to Sydney    | Membro do elenco | com Heo Sung-tae, Lee Si-eon e o Youtuber KWAKTUBE | [ 31 ] |

### Web shows
| Ano  | Título                | Papel            | Ref.   |
| ---- | --------------------- | ---------------- | ------ |
| 2022 | Young Actors' Retreat | Membro do elenco | [ 32 ] |

### MC (Anfitrião oficial)
| Ano  | Título                        | Notas                            | Ref.   |
| ---- | ----------------------------- | -------------------------------- | ------ |
| 2020 | 2020 MBC Entertainment Awards | com Jeon Hyun-moo e Jang Do-yeon | [ 33 ] |

## Prêmios e indicações
| Cerimônia de premiação    | Ano  | Categoria                                                   | Nomeado/ Trabalho     | Resultado | Ref.          |
| ------------------------- | ---- | ----------------------------------------------------------- | --------------------- | --------- | ------------- |
| APAN Star Awards          | 2021 | Melhor Ator Revelação                                       | Itaewon Class         | Indicado  | [ 34 ]        |
| APAN Star Awards          | 2022 | Prêmio de Excelência, Ator em Drama OTT                     | My Name, Yumi's Cells | Venceu    | [ 35 ]        |
| Asia Artist Awards        | 2020 | Prêmio de Popularidade (Ator)                               | Ahn Bo-hyun           | Indicado  | [ 36 ]        |
| Asia Artist Awards        | 2020 | Prêmio de Melhor Ator Emotivo                               | Ahn Bo-hyun           | Venceu    | [ 37 ] [ 38 ] |
| Asia Artist Awards        | 2020 | Prêmio de Escolha                                           | Ahn Bo-hyun           | Venceu    | [ 37 ] [ 38 ] |
| Baeksang Arts Awards      | 2020 | Melhor Ator Revelação - Televisão                           | Itaewon Class         | Indicado  | [ 39 ]        |
| Blue Dragon Series Awards | 2022 | Melhor Ator Coadjuvante                                     | My Name               | Indicado  | [ 40 ]        |
| Brand of the Year Awards  | 2020 | Ator em Ascensão                                            | Itaewon Class         | Venceu    | [ 41 ]        |
| Korea First Brand Awards  | 2020 | Ator em Ascensão                                            | Itaewon Class         | Venceu    | [ 42 ]        |
| MBC Drama Awards          | 2020 | Prêmio de Excelência, Ator em Minissérie de Segunda a Terça | Kairos                | Indicado  | [ 43 ]        |
| MBC Drama Awards          | 2020 | Melhor Ator Revelação                                       | Kairos                | Venceu    | [ 44 ]        |
| MBC Entertainment Awards  | 2020 | Prêmio de Estreante na Categoria Variedades - Masculino     | I Live Alone          | Indicado  | [ 45 ]        |

### Artigos em lista
| Editor     | Ano  | Lista                                                      | Posicionamento | Ref.   |
| ---------- | ---- | ---------------------------------------------------------- | -------------- | ------ |
| Cine21     | 2021 | Atores que liderarão a indústria Coreana de Vídeos em 2022 | 6º             | [ 46 ] |
| Elle Japan | 2022 | Top 16 Melhores Atores Hallyu                              | 4º             | [ 47 ] |